# Uncover
Uncover es el tercer EP de la cantante sueca de música pop Zara Larsson. El EP fue lanzado el 16 de febrero de 2016 por Ten Music Group, Epic Records, Sony Music Entertainment. Es su primer lanzamiento internacional fuera de Europa. El EP cuenta con seis temas extraídos de su álbum debut, 1.

## Recepción de la crítica
Kirsten Maree, del portal Renowned for Sound, declaró: "Empezando con una canción relajada y de mitad de tiempo «Wanna Be Your Baby», Zara nos devuelve a algunas de las cosas más pícaras de Mariah Carey, nos dirigimos rápidamente a «Never Gonna Die», que tiende a confundir con el estilo de Rihanna. El sencillo «Uncover» es la balada bonita del EP, mientras que «Carry You Home» es excepcionalmente actual y único. La canción «She's Not Me» es lo más parecido al cliché, salvado por la impresionante actuación vocal de Zara, mientras que «Rooftop» es la mejor forma de culminar el EP, sonando como algo del álbum 1989 de Taylor Swift. Bradley Stern, de MuuMuse, afirmó que Uncover es la esencia misma de pop sueco en su mejor estilo: canciones fuertes, melodías potentes y voces puramente cautivadoras, desde el sentirse completamente conforme, desde la brillante melodía de «Rooftop» a «She's Not Me, Pt. 1 & 2», que se desliza a través de un paranoico monólogo interno con un aire al álbum Hard Candy de Madonna.

## Lista de canciones
- Edición estándar

| N.º   | Título                                     | Escritor(es)                                          | Productor(es)                   | Duración |  |
| 1.    | «Wanna Be Your Baby (Versión alternativa)» | Claude Kelly · Colin Norman · Mack ·                  | Kelly Norman · Robert · Habolin | 3:04     |  |
| 2.    | «Never Gonna Die (Versión alternativa)»    | Ethan Lowery · Tysper                                 | Tysper                          | 3:40     |  |
| 3.    | «Uncover»                                  | Gavin Jones · Mack · Habolin                          | Habolin                         | 3:33     |  |
| 4.    | «Carry You Home»                           | Elof Loelv                                            | Loelv                           | 4:14     |  |
| 5.    | «She's Not Me (Pt. 1 & 2)»                 | Mack · Naiv                                           | Mack · Naiv                     | 5:32     |  |
| 6.    | «Rooftop»                                  | Mack · Mathieu Jomphe · Nick Ruth · Rickard Göransson | Billboard · Mack · Ruth         | 3:59     |  |
| 23:22 |                                            |                                                       |                                 |          |  |

## Historial de lanzamientos
| País           | Fecha               | Formato          | Discográfica      | Ref.  |
| -------------- | ------------------- | ---------------- | ----------------- | ----- |
| Nueva Zelanda  | 16 de enero de 2015 | Descarga digital | TEN · Epic · Sony | [ 4 ] |
| Australia      | 16 de enero de 2015 | Descarga digital | TEN · Epic · Sony | [ 5 ] |
| Sudáfrica      | 16 de enero de 2015 | Descarga digital | TEN · Epic · Sony | [ 6 ] |
| Canadá         | 16 de enero de 2015 | Descarga digital | TEN · Epic · Sony | [ 7 ] |
| Estados Unidos | 16 de enero de 2015 | Descarga digital | TEN · Epic · Sony | [ 1 ] |